# Glatthaferwiese im Ostragehege

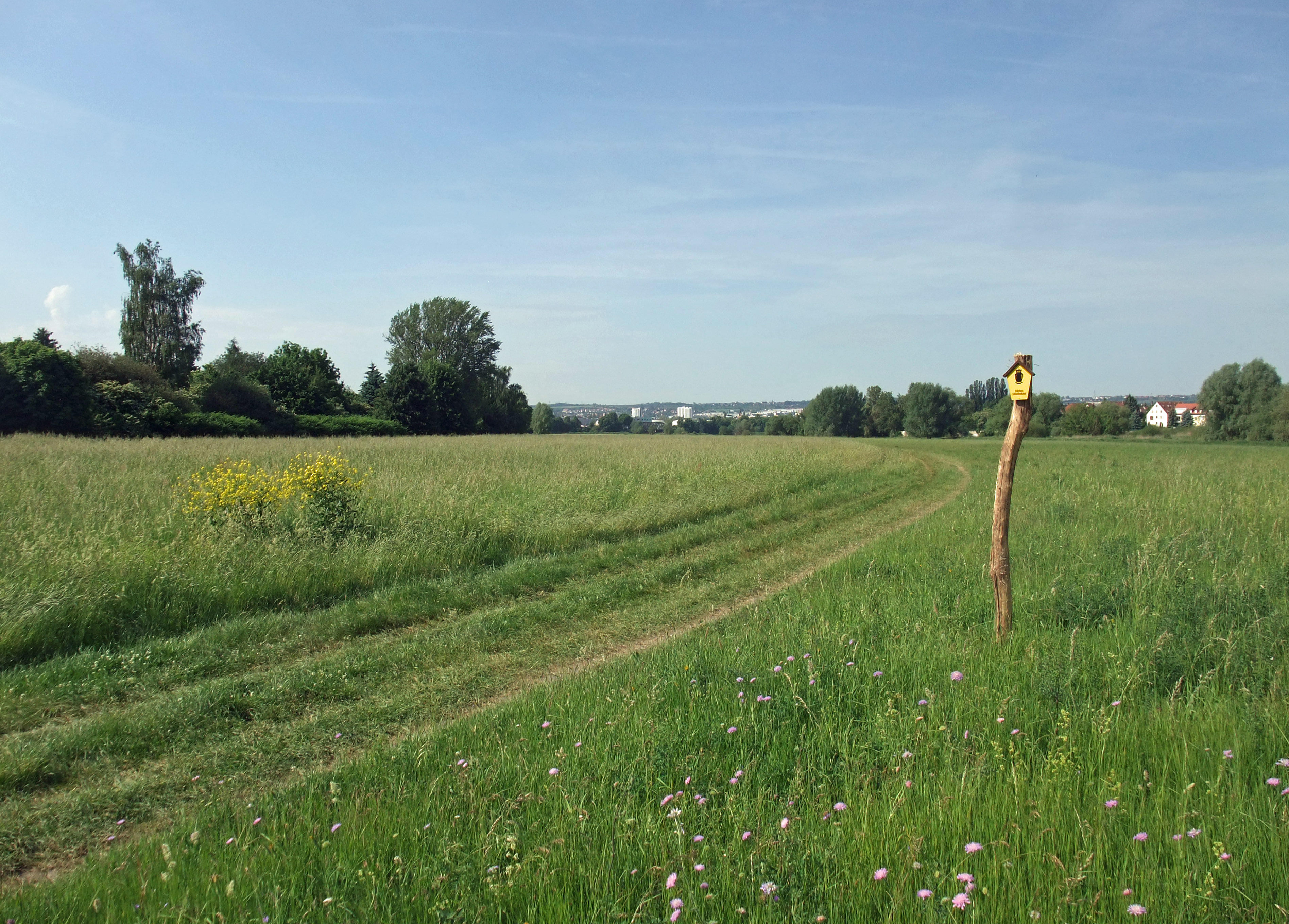
Flächennaturdenkmal Glatthaferwiese im Ostragehege

Die Glatthaferwiese im Ostragehege ist ein als Flächennaturdenkmal (ND 38) ausgewiesenes Areal der Dresdner Elbwiesen in der Friedrichstadt, einem Stadtteil Dresdens. Es befindet sich tropfenförmig am westlichen Rand des Ostrageheges, mit seiner Spitze auf das Ende der Übigauer Allee und den etwa 400 Meter südlich liegenden Alberthafen zeigend.

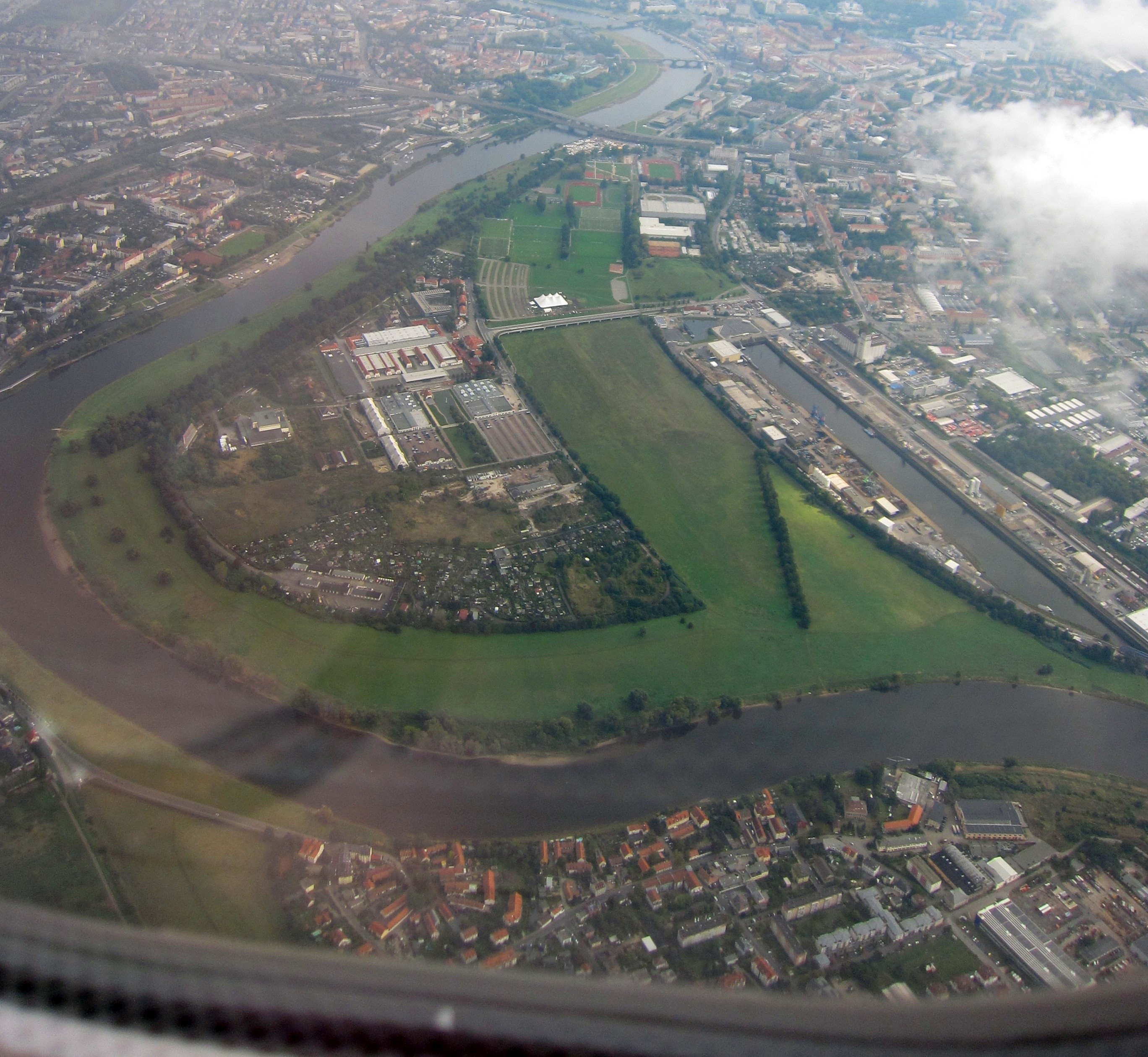
Luftbild des Ostrageheges (Norden ist links) mit der Glatthaferwiese mittig am unteren Elbbogen, rechts die begrenzende Übigauer Allee

Mit einer Fläche von 5 Hektar nimmt der geschützte Bereich das Maximum dessen ein, was nach § 28 des Bundesnaturschutzgesetzes als einzelnes Flächennaturdenkmal ausgewiesen werden kann. Diese „typische Glatthaferwiese des Elbtals“ (mit dem Gewöhnlichen Glatthafer als Kernart der Pflanzengesellschaft) ist vollständig enthalten im Landschaftsschutzgebiet Dresdner Elbwiesen und -altarme sowie im FFH-Gebiet Elbtal zwischen Schöna und Mühlberg und dem gleichnamigen Europäischen Vogelschutzgebiet.
Zeitgleich mit der Glatthaferwiese am Elbufer Johannstadt wurde sie wie diese zur „Erhaltung der artenreichen Glatthaferwiese mit im Rückgang befindlichen und vom Aussterben bedrohten Tier- und Pflanzenarten“ und zur „Sicherung des Nahrungs- und Fortpflanzungsbiotopes für Rebhühner“ als Flächennaturdenkmal ausgewiesen. Ein weiterer in der Verordnung vom 9. Mai 1996 genannter Schutzzweck ist „der Erhalt des Landschaftsbildes, das durch naturnahe Glatthaferwiesen mit ihrem reichen Blütenaspekt geprägt ist.“ Die Flora der Glatthaferwiese kennt Vorkommen von Großer Bibernelle (Pimpinella major), Schlangenäuglein (Asperugo procumbens) und Wiesen-Labkraut (Galium mollugo).
Innerhalb des Elbbogens ist mit der Pieschener Allee (ND 39) auf der östlichen Seite des Ostrageheges zeitgleich ein weiteres Flächennaturdenkmal ausgewiesen worden, 1999 ergänzt um das Naturdenkmal Straßenbäume der Pieschener Allee (ND 102). Auf der von der Glatthaferwiese gegenüberliegenden Seite der Elbe ist 1999 zudem die Flatter-Ulme Altübigau (ND 83) unter Schutz gestellt worden.